# Ion Emanuel Florescu

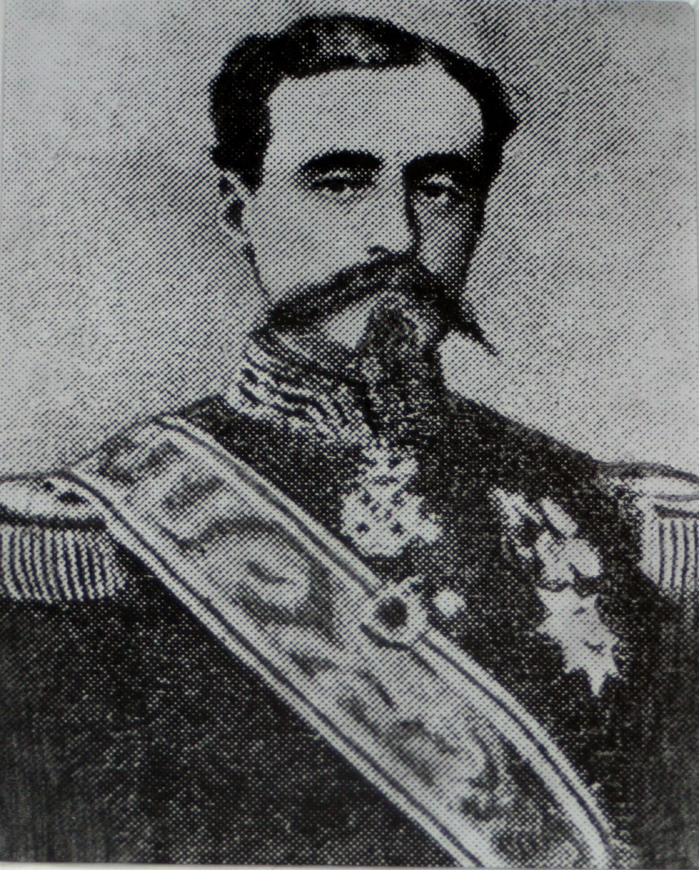
Ion Emanuel Florescu

Ion Emanuel Florescu, auch Johann Emmanuel Florescu, (* 7. August 1819 in Râmnicu Vâlcea; † 10. Mai 1893 in Bukarest) war ein rumänischer General und Politiker.
Florescu absolvierte die Militärschule in Saint-Cyr bei Paris. 1854 war er als Oberst der russischen Armee während des Krimkrieges den russischen Generalen Lüders und Dannenberg zugeordnet. 
Florescu zählte zu den einflussreichen Mitgliedern der Partei der Bojaren und zu den entschiedensten Anhängern Russlands. Er wurde zum General befördert und war des Öfteren sowohl unter dem Fürsten Alexandru Ioan Cuza als auch unter Karl I. Kriegsminister, zuletzt im konservativen Kabinett von Lascăr Catargiu 1871 bis 1876.
Wegen einer Anklage  konnte er sich am Russisch-Türkischen Krieg 1877/78 nicht beteiligen. Nachdem die Anklage zurückgezogen worden war, wurde Florescu Mitglied des Senats und dessen Präsident sowie einer der Führer der konservativen Partei.
Nach dem Sturz des Ministeriums Manu bildete Florescu am 2. März 1891 zusammen mit Catargiu ein neues Kabinett, das aber im Dezember 1891 wieder zurückzutrat.